# Vrøgum Kær
Vrøgum Kær er et rigkær der ligger mellem Vrøgum Klitplantage og sydenden af den gendannede Filsø i Varde Kommune i Vestjylland. Dele af den sydlige del af Vrøgum Kær blev fredet i 1987 efter ønske af det tidl. Ribe Amtsråd. Fredningens formål er at bevare den resterende del af den uberørte jordbund og de forskellige vegetationssamfund på Fil Sø-bassinets sydlige skråning, samt at sikre rigkæret og de sjældne fugtigbundsplanter, som vokser her.
Området er den oprindelige Fiilsøs sydbred fra bronzealderen og der er strandvolde dannet da søen var en havbugt. Filsø blev i slutningen af 1800-tallet reduceret fra 30 km² til 6 km².
Vrøgum Kær har et stort fald i terræn – længst mod syd er der indlandsklitter skabt af flyvesand, som siden afløses af fattigkærsområder og mosaikker af flere andre naturtyper. Kæret er også påvirket af udsivende grundvand, trykvand, hvilket giver særlige vækstbetingelser for en række plantearter. Længst mod nord findes områder med ekstremrigkær, der er en sjælden naturtype i det vestjyske og som er betinget af et højtliggende kalkrigt jordlag, hvilket også sikrer, at kæret har en meget rig blomsterflora med flere sjældne arter.

## Plantelivet
De mange kær med udsivende vand har aldrig været opdyrket og kun ekstensivt afgræsset. Der er registreret mere end 150 plantearter. Blandt de mere sjældne nævner amtet: tvebo baldrian, benbræk, kødfarvet og plettet gøgeurt, sumphullæbe, klokkelyng, mosepors, trådsiv, rundbladet soldug, forskellige arter af Star-slægten samt mosetroldurt.

## Fredning
35 hektar af området blev fredet i 1987, heraf ejer Danmarks Naturfond 13,5 hektar. Fredningens formål er at bevare den resterende del af den uberørte jordbund og de forskellige vegetationssamfund på Filsø-bassinets sydlige skråning samt at sikre ekstremrigkæret og de sjældne fugtigbundsplanter, der vokser her. Kæret er en del af Natura 2000-område nr. 84 Kallesmærsk Hede, Grærup Langsø, Fiilsø og Kærgård Klitplantage og er både habitatområde, ramsarområde og fuglebeskyttelsesområde.